# Merendera trigyna
Merendera trigyna là một loài thực vật có hoa trong họ Colchicaceae. Loài này được Woronow miêu tả khoa học đầu tiên.